# تیکانلو
تیکانلو(به کردی: تیکانلوو، Tîkanlû) روستایی از توابع بخش زیویه در شهرستان سقز است که در استان کردستان ایران قرار دارد.

## جمعیت
این روستا در دهستان امام واقع شده و براساس سرشماری سال ۱۳۸۵، جمعیت آن ۹۷ نفر (۲۳ خانوار) بوده‌است.